# Струнова, Маргарита Ивановна
Маргарита Ивановна Струнова (14 августа 1938, Москва — 23 декабря 2007, там же) — советская и российская актриса. Народная артистка России (1997).

## Биография
Окончила Высшее театральное училище им. Б. В. Щукина. С 1959 года в труппе Московского театра имени Ленинского комсомола. Играла в целом ряде значительных постановок Анатолия Эфроса и Марка Захарова.
Сын — Борис Шувалов (род. 1963), актёр кино и дубляжа.
Причина смерти неизвестна. Похоронена на Останкинском кладбище.

## Фильмография
- 1950 – Золушка (дубляж) – Леди Тремейн
- 1962 — На семи ветрах — Зиночка
- 1965 — Бранденбургские ворота (фильм-спектакль)
- 1966 — Наедине с Большой медведицей (фильм-спектакль) — Рита
- 1966 — Митя (фильм-спектакль, реж. А. Прошкин) — Света, подруга Мити
- 1970 — Записные книжки Чехова (фильм-спектакль)
- 1973 — В последнюю ночь уходящего года (фильм-спектакль)
- 1974 — По страницам «Сатирикона» (фильм-спектакль) — Писательница (экранизация рассказа Н.Тэффи «Маляр»)
- 1975 — Мальчик со шпагой — Нелли Ивановна, учительница из 2 «А»
- 1975 — Такая короткая долгая жизнь — Анна Петровна, учительница (4-я глава «Учитель»)
- 1978 — Следствие ведут знатоки. До третьего выстрела — Терентьева, мать Лёши и Наташи
- 1983 — „Медик“ Хрипушин et cetera. По страницам произведений Г.И. Успенского (фильм-спектакль) — Дунай-Забалканова (Балканиха)
- 1986 — Игорь Саввович — Людмила Викторовна, мать Светы
- 1994 — Петербургские тайны — Шипонина
- 2001 — С новым счастьем!-2. Поцелуй на морозе — директор детского дома (нет в титрах)
- 2003 — Спас под берёзами — Мария Крамаренко
- 2004 — Ва-Банк (фильм-спектакль, реж. М. Захаров) — Михеевна
- 2004 — Мудрец (фильм-спектакль, реж. М. Захаров) — Турусина
- 2005 — Чайка (фильм-спектакль, реж. М. Захаров) — Полина Андреевна, жена Шамраева
- 2007 – Золушка 3: Злые Чары (дубляж) – Леди Тремейн

## Награды и звания
- Заслуженная артистка РСФСР (24 декабря 1973)
- Народная артистка России (11 сентября 1997)